# Перукка, Анхель
А́нхель Перукка (исп. Ángel Perucca; 19 августа 1918, Сан-Мартин — 12 сентября 1981, Ла-Плата) — аргентинский футболист, полузащитник и нападающий.

## Карьера
Анхель Перукка родился в городе Сан-Мартин, находящемся в Большом Буэнос-Айресе, но ещё в детстве он с семьёй переехал в Росарио. Там Анхель и начал играть в футбол, выступая сначала за любительский клуб «Интеркамбио», а затем за молодёжные составы местного клуба «Ньюэллс Олд Бойз». 19 апреля 1939 года он дебютировал в составе команды в матче с «Сан-Лоренсо» (2:1), и сразу же стал твёрдым игроком стартового состава клуба, который в тот сезон занял высокое четвёртое место в чемпионате страны. В 1941 году «Ньюэллс» выиграл бронзовые медали, а годом позже вновь стал четвёртым. Эти сезоны отличались высокой результативностью команды, а особенно её центрального нападающего Хосе Кантели. В 1945 году контракт Перукке предложил «Ривер Плейт», который он первоначально принял. Но подписание договора остановили болельщики «Олд Бойз», который каждый день приходили к его дому и уговаривали никуда не переходить. В 1948 году, проведя за клуб 240 матчей и забив 20 голов, Перукка ушёл из «Ньюэллс», будучи в конфликте с лидерами команды. Последний матч за клуб он провёл 23 октября против «Атланты» (1:1).

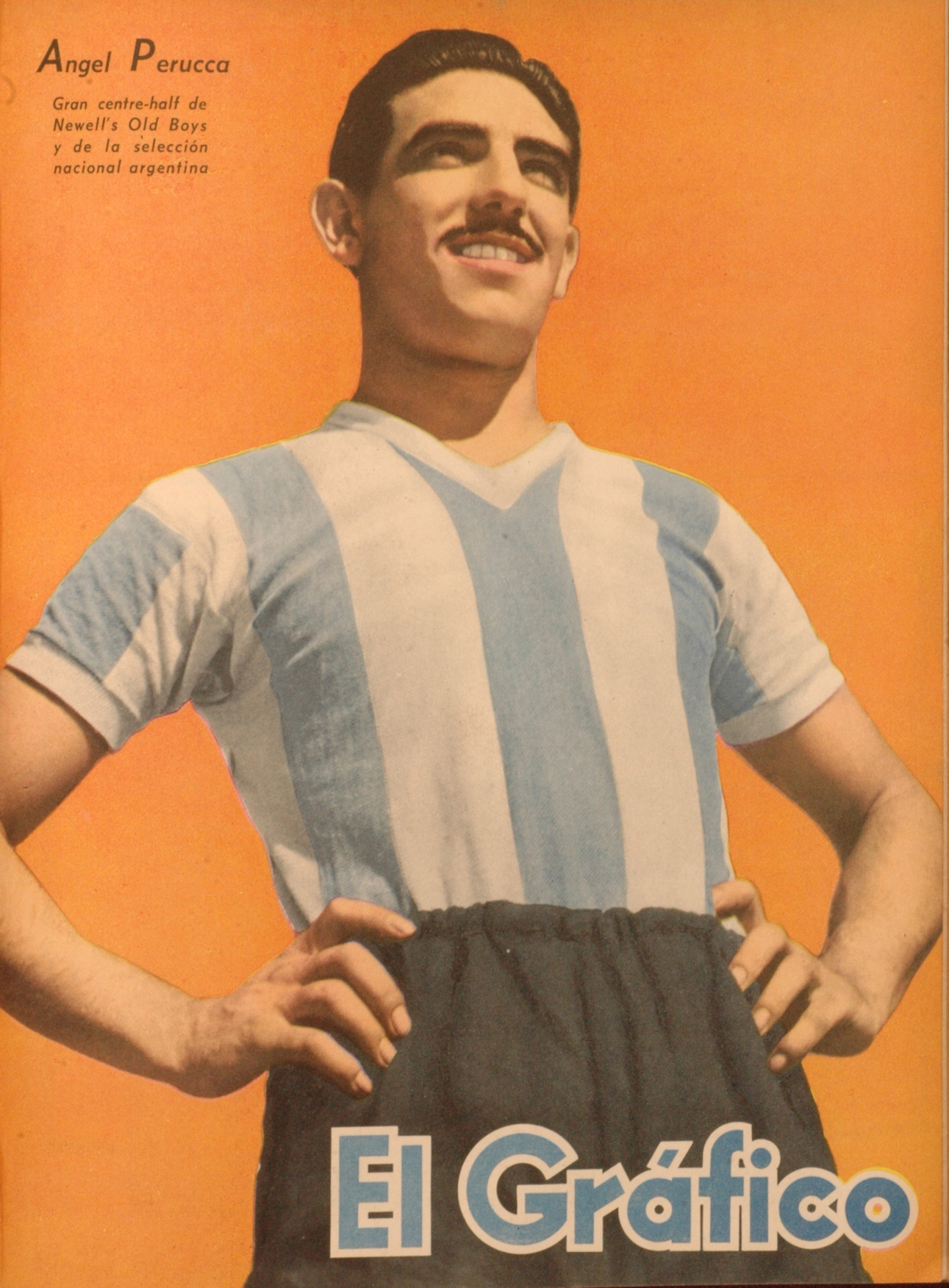
Перукка в составе сборной Аргентины

Во время выступления в «Ньюэллс Олд Бойз» Перукка играл в составе сборной Аргентины. 18 февраля 1940 года он дебютировал за «Альбиселесте» в матче Кубка Рока с Бразилией (2:2). Он участвовал во всех четырёх матчах двух розыгрышей этого турнира в том году, в обоих из которых победителем выхода его команда. Два года спустя он поехал на чемпионат Южной Америки. В первой же игре своей команды на первенстве Перукка забил гол, который принёс победу его команде в матче с Парагваем. На том же турнире он забил ещё раз, поразив ворота Эквадора в матче, в котором Аргентина одержала самую крупную победу в своей истории — 12:0. Анхель провёл на турнире 5 матчей из шести, включая встречу со сборной Уругвая, поражение в котором лишило Аргентину золотых медалей. В 1945 году он поехал на свой второй южноамериканский чемпионат. Он провёл на турнире все шесть матчей без замен, а его команда выиграла золотые медали. Ещё через два года Анхель сыграл на своём последнем чемпионате Южной Америки. Он провёл на поле пять матчей из семи, в трёх из которых его заменял Нестор Росси, он же провёл ещё два матча на позиции Перукки. Сборная во второй раз подряд выиграла золотые медали. Матчи на этом турнире стали последними для Анхеля в форме «Альбиселесте», а всего за сборную он сыграл 26 встреч и забил 2 гола.
В 1949 году его друг Ринальдо Мартино пригласил Анхеля в стан «Сан-Лоренсо». 18 апреля он дебютировал в составе команды в матче с «Ураканом» (0:1), а затем провёл несколько неудачных матчей. Сам игрок согласился с неудачной оценкой своей игры: «Система подготовки была другой, а мне не хватало физических кондиций. Я видел, как пропадала слава и уходила уверенность, которая всегда сопровождала меня в каждом действии». Последние месяцы в команде он действовал лучше и даже на некоторое время стал кумиром болельщиков «Сан-Лоренсо» после очень удачной встречи с «Бокой Хуниорс» (1:1). Но затем в аргентинском футболе вспыхнула забастовка футболистов, требовавших улучшения условий труда и повышение минимальной заработной платы. В результате игроки стали уезжать из страны, что сделал и Перукка. Всего за «Сан-Лоренсо» он провёл 33 матча. По другим данным — 25 матчей. Перукка, как и многие его соотечественники, отправился в Колумбию, которая вышла из контроля ФИФА. Он подписал контракт с клубом «Индепендьенте Санта-Фе», где оказались и другие футболисты из его чемпионата: Рене Понтони, Эктор Риаль и Марио Фернандес. Сам футболист сказал: «Посчитайте, что они мне дают 250 тыс. песо в качестве бонуса, 4500 песо в качестве заработной платы и по 450 песо за выигранную игру». В «Индепендьенте» Перукка провёл два сезона, после чего в 1951 году завершил карьеру.
Завершив игровую карьеру Перукки стал тренером. В 1956 году он возглавил «Велес Сарсфилд», затем в 1959 году тренировал клуб «Феррокарриль Оэсте», который провёл под его руководством только 8 матчей, из которых проиграл пять и три свёл вничью. В 1962 году Анхель был тренером «Ньюэллс Олд Бойз». С 1969 по 1970 год Перукка являлся наставником колумбийской команды «Америка» из Кали, которую провёл к высшему на тот момент достижению — второму месту в чемпионате страны. Также Перукка тренировал клубы «Альмагро» и «Комуникасьонес», а также «Тигре», который он вывел в высший дивизион в 1971 году. Последние годы жизни Анхель провёл на своём предприятии, производившем мебель. Он умер в возрасте 63 лет от остановки сердца.

## Достижения
- Обладатель Кубка Рока: 1940 (1), 1940 (2)
- Обладатель Кубка Ньютона: 1941
- Чемпион Южной Америки: 1945, 1947

## Статистика

### Клубная
| Сезон | Клуб                   | Лига    | Чемпионат | Чемпионат |
| Сезон | Клуб                   | Лига    | Игры      | Голы      |
| ----- | ---------------------- | ------- | --------- | --------- |
| 1939  | Ньюэллс Олд Бойз       | Примера | 34        | 2         |
| 1940  | Ньюэллс Олд Бойз       | Примера | 33        | 6         |
| 1941  | Ньюэллс Олд Бойз       | Примера | 28        | 2         |
| 1942  | Ньюэллс Олд Бойз       | Примера | 29        | 2         |
| 1943  | Ньюэллс Олд Бойз       | Примера | 21        | 1         |
| 1944  | Ньюэллс Олд Бойз       | Примера | 30        | 5         |
| 1945  | Ньюэллс Олд Бойз       | Примера | 25        | 1         |
| 1946  | Ньюэллс Олд Бойз       | Примера | 16        | 1         |
| 1947  | Ньюэллс Олд Бойз       | Примера | 24        | 0         |
| 1948  | Сан-Лоренсо            | Примера | 23        | 0         |
| 1949  | Сан-Лоренсо            | Примера | 10        | 0         |
| 1949  | Индепендьенте Санта-Фе | Димайор | ?         | ?         |
| 1950  | Индепендьенте Санта-Фе | Димайор | ?         | ?         |
| 1951  | Индепендьенте Санта-Фе | Димайор | ?         | ?         |

### Международная
| Матчи Анхеля Перукки за сборную Аргентины | Матчи Анхеля Перукки за сборную Аргентины | Матчи Анхеля Перукки за сборную Аргентины | Матчи Анхеля Перукки за сборную Аргентины | Матчи Анхеля Перукки за сборную Аргентины | Матчи Анхеля Перукки за сборную Аргентины | Матчи Анхеля Перукки за сборную Аргентины |
| ----------------------------------------- | ----------------------------------------- | ----------------------------------------- | ----------------------------------------- | ----------------------------------------- | ----------------------------------------- | ----------------------------------------- |
| №                                         | Дата                                      | Место проведения                          | Оппонент                                  | Счёт                                      | Голы                                      | Турнир                                    |
| 1                                         | 18 февраля 1940                           | Сан-Паулу                                 | Бразилия                                  | 2:2                                       | —                                         | Кубок Рока                                |
| 2                                         | 25 февраля 1940                           | Сан-Паулу                                 | Бразилия                                  | 3:0                                       | —                                         | Кубок Рока                                |
| 3                                         | 5 марта 1940                              | Буэнос-Айрес                              | Бразилия                                  | 6:1                                       | —                                         | Кубок Рока                                |
| 4                                         | 10 марта 1940                             | Буэнос-Айрес                              | Бразилия                                  | 2:3                                       | —                                         | Кубок Рока                                |
| 5                                         | 11 января 1942                            | Монтевидео                                | Парагвай                                  | 4:3                                       | 1                                         | Чемпионат Южной Америки                   |
| 6                                         | 17 января 1942                            | Монтевидео                                | Бразилия                                  | 2:1                                       | —                                         | Чемпионат Южной Америки                   |
| 7                                         | 22 января 1942                            | Монтевидео                                | Эквадор                                   | 12:0                                      | 1                                         | Чемпионат Южной Америки                   |
| 8                                         | 25 января 1942                            | Монтевидео                                | Перу                                      | 3:1                                       | —                                         | Чемпионат Южной Америки                   |
| 9                                         | 7 февраля 1942                            | Монтевидео                                | Уругвай                                   | 0:1                                       | —                                         | Чемпионат Южной Америки                   |
| 10                                        | 25 мая 1942                               | Буэнос-Айрес                              | Уругвай                                   | 4:1                                       | —                                         | Кубок Ньютона                             |
| 11                                        | 6 января 1945                             | Буэнос-Айрес                              | Парагвай                                  | 5:2                                       | —                                         | Кубок Шевалье Бутеля                      |
| 12                                        | 9 января 1945                             | Буэнос-Айрес                              | Парагвай                                  | 5:3                                       | —                                         | Кубок Шевалье Бутеля                      |
| 13                                        | 18 января 1945                            | Сантьяго                                  | Боливия                                   | 4:0                                       | —                                         | Чемпионат Южной Америки                   |
| 14                                        | 31 января 1945                            | Сантьяго                                  | Эквадор                                   | 4:2                                       | —                                         | Чемпионат Южной Америки                   |
| 15                                        | 7 февраля 1945                            | Сантьяго                                  | Колумбия                                  | 9:1                                       | —                                         | Чемпионат Южной Америки                   |
| 16                                        | 11 февраля 1945                           | Сантьяго                                  | Чили                                      | 1:1                                       | —                                         | Чемпионат Южной Америки                   |
| 17                                        | 15 февраля 1945                           | Сантьяго                                  | Бразилия                                  | 3:1                                       | —                                         | Чемпионат Южной Америки                   |
| 18                                        | 25 февраля 1945                           | Сантьяго                                  | Уругвай                                   | 1:0                                       | —                                         | Чемпионат Южной Америки                   |
| 19                                        | 16 декабря 1945                           | Сан-Паулу                                 | Бразилия                                  | 4:3                                       | —                                         | Кубок Рока                                |
| 20                                        | 20 декабря 1945                           | Рио-де-Жанейро                            | Бразилия                                  | 2:6                                       | —                                         | Кубок Рока                                |
| 21                                        | 20 декабря 1945                           | Рио-де-Жанейро                            | Бразилия                                  | 1:3                                       | —                                         | Кубок Рока                                |
| 22                                        | 2 декабря 1947                            | Гуаякиль                                  | Парагвай                                  | 6:0                                       | —                                         | Чемпионат Южной Америки                   |
| 23                                        | 4 декабря 1947                            | Гуаякиль                                  | Боливия                                   | 7:0                                       | —                                         | Чемпионат Южной Америки                   |
| 24                                        | 11 декабря 1947                           | Гуаякиль                                  | Перу                                      | 3:2                                       | —                                         | Чемпионат Южной Америки                   |
| 25                                        | 16 декабря 1947                           | Гуаякиль                                  | Чили                                      | 1:1                                       | —                                         | Чемпионат Южной Америки                   |
| 26                                        | 25 декабря 1947                           | Гуаякиль                                  | Эквадор                                   | 2:0                                       | —                                         | Чемпионат Южной Америки                   |